# Glendale (Ohio)
Glendale é uma vila localizada no estado norte-americano de Ohio, no Condado de Hamilton.

## Demografia
Segundo o censo norte-americano de 2000, a sua população era de 2188 habitantes.
Em 2006, foi estimada uma população de 2102, um decréscimo de 86 (-3.9%).

## Geografia
De acordo com o United States Census Bureau tem uma área de
4,3 km², dos quais 4,3 km² cobertos por terra e 0,0 km² cobertos por água. Glendale localiza-se a aproximadamente 193 m acima do nível do mar.

## Localidades na vizinhança
O diagrama seguinte representa as localidades num raio de 8 km ao redor de Glendale.